# 平岡理恵
平岡 理恵（ひらおか りえ、1979年1月25日 - ）は、競技麻雀のプロ雀士。静岡県出身。静岡大学理学部生物地球環境科学科卒業。血液型はA型。日本プロ麻雀連盟所属（現在、同団体内での段位は四段）。雀荘チェーン店・さんグループ専属でもあり、「さんグループの秘蔵っ子」・「魅惑のサウスポー」の異名も持つ。
モンド21杯には第1回以来、長らく出演がなかったが、2019年放送の第17回女流モンド杯にモンドチャレンジマッチ枠として出場。
2003年以来実に16年ぶりの出場となった。

## 出演

### CS放送
- モンド21麻雀講座「勝利の法則」(MONDO21)。梶本琢程とともにMC担当。2005年4月-、全6回。

※その他、「さんクイーンCUP」や「麻雀プロ最強戦」など、MONDO21内のテレビ対局にも出演している。
- 女流モンド杯　(MONDO TV) (第1回・第17回)

## タイトル・入賞歴
- プロクイーン準優勝 (第1期・第3期)[3]
- 第11回 静岡リーグ優勝[3]
- 第14回カボクイーンカップ優勝[3]